# کنتیولاهتی
کُنْتیُولاهْتی (به فنلاندی: Kontiolahti) یک منطقهٔ مسکونی در فنلاند است که در کارلیای شمالی واقع شده‌است.

## خواهرخوانده
شهرهای بخش هوفوش و بخش لودویککا خواهرخوانده‌های کنتیولاهتی هستند.